# كيفن دارلينغ
كيفن دارلينغ (بالإنجليزية: Kevin Darling) هو لاعب بولينغ نيوزيلندي، ولد في 14 فبراير 1950.

## روابط خارجية
- كيفن دارلينغ على موقع اتحاد ألعاب الكومنولث (مؤرشف) (الإنجليزية)